# Elk Mountain, Wyoming
Elk Mountain (arapaho: Wó'teenótoyóó') är en småstad (town) i Carbon County i södra Wyoming i USA. Staden hade 191 invånare vid 2010 års folkräkning.

## Geografi
Staden är döpt efter berget Elk Mountain som ligger 11 kilometer sydväst om staden. Genom orten rinner Medicine Bow River.

## Kommunikationer
Motorvägen Interstate 80 passerar strax norr om staden.